# Black Reconstruction
Black Reconstruction in America (Reconstrucción negra en América) es un libro escrito por W. E. B. Du Bois y publicado por primera vez en 1935. Es de un enfoque revisionista mirando la Reconstrucción del sur de los Estados Unidos después de su derrota en la Guerra de Secesión. En general, el libro adopta un enfoque marxista para analizar la reconstrucción. El argumento esencial del texto es que los trabajadores de blancos y negros, que son el proletariado, se dividieron después de la guerra civil en las líneas raciales y como tal no fueron capaces de permanecer juntos contra la clase propietaria blanca, la burguesía. Para Du Bois este fue el fracaso de la reconstrucción y la razón para el crecimiento de las leyes de Jim Crow y también otras injusticias.
Además de crear una obra de referencia en los comienzos de la sociología marxista de los Estados Unidos, era una investigación histórica en ese momento e hizo uso de las técnicas de la fuente primaria de datos de investigación sobre la economía posterior a la guerrapolítica de los antiguos Estados Confederados eran igualmente innovadoras. Realizó el primer análisis sistemático y riguroso de la economía política de la época de la reconstrucción de los Estados del sur; Según los datos recogidos durante el período. En el capítulo cinco, Du Bois sostiene que la decisión de los esclavos de dejar de trabajar en las plantaciones del sur fue un ejemplo de una huelga general. Este tipo de retórica marxista es de común acuerdo con sus argumentos en todo el libro en el cual plantea que la Guerra Civil fue en gran medida una guerra que se llevó a cabo por problemas laborales.
Esta investigación revoca completamente las anecdóticas bromas racistas, que provenían de la base de la llamada "beca" del período de la reconstrucción. La investigación de Dubois había desacreditado para siempre la idea de que el período post-emancipación y post-Batalla de Appomattox del sur había degenerado en un caos político o económico y que se había mantenido en un estado de caos por las fuerzas armadas de la Unión, a través de su ocupación militar.
Por el contrario, lo que hicieron los gobiernos estatales de la reconstrucción fue por ejemplo, establecer sus primeros sistemas estatales de educación primaria universal. Esto lo hicieron porque las constituciones de la reconstrucción (que habían sido escritas), tenían por primera vez establecida como un derecho, la educación primaria pública gratuita de los niños de sus Estados. Estos gobiernos también habían sido los primeros en establecer departamentos de salud pública para promover la salud pública y el saneamiento para combatir la propagación de enfermedades epidémicas que son inherentes al clima semitropical del sur.
Cuando el Gobierno de redentor tomó el poder en los años posteriores y reescribió las constituciones de estos Estados para restablecer la "ley racial" y el sistema de Jim Crow, no tocó la educación, la salud pública, las leyes de bienestar y ni principios constitucionales que habían establecido los gobiernos de la reconstrucción.

## Recepción de la crítica
El trabajo no fue bien recibido por los críticos e historiadores del momento. Un punto importante de discusión fue la crítica que hizo Du Bois a la manera que los historiadores contemporáneos escribieron sobre el rol que jugaron los antiguos esclavos durante la reconstrucción. Du Bois enumeró una serie de libros y escritores que le sintió que habían tergiversado el período de la reconstrucción y destaca específicamente que lo que sintió fue que eran obras particularmente racistas o mal informados de la causa. Consideró que algunos historiadores estaban demasiado preocupados por mantener el "cuento del blanco del sur" en lugar de contar con precisión la crónica de los hechos y las figuras clave de la reconstrucción.